# NGC 4974
NGC 4974 (również PGC 45321) – galaktyka soczewkowata (S0), znajdująca się w gwiazdozbiorze Wielkiej Niedźwiedzicy. Jest to najjaśniejsza galaktyka klastra.
Odkrył ją William Herschel 14 kwietnia 1789 roku. Podane przez niego pozycje obiektów odkrytych tamtej nocy były jednak niedokładne, dlatego część katalogów i baz obiektów astronomicznych używa innej numeracji NGC w odniesieniu do jasnych galaktyk w tym rejonie, np. w bazie SIMBAD pod numerem NGC 4974 skatalogowano galaktykę spiralną PGC 45334.